# Batrachyla
Batrachyla är ett släkte av groddjur. Batrachyla ingår i familjen Batrachylidae.
Arterna förekommer i centrala och södra Chile. De når även angränsande områden av Argentina.
Arter enligt Catalogue of Life och Amphibian Species of the World, an Online Reference:
- Batrachyla antartandica
- Batrachyla fitzroya
- Batrachyla leptopus
- Batrachyla nibaldoi
- Batrachyla taeniata